# Ст.-Ентоні (Айдахо)
Ст.-Ентоні (англ. St. Anthony) — окружний центр округу Фремонт, штат Айдахо, США. Згідно з переписом 2010 року населення становило 3542 особи, що на 200 осіб більше, ніж 2000 року
.

## Географія
Ст.-Ентоні розташований за координатами 43°57′53″ пн. ш. 111°41′5″ зх. д. / 43.96472° пн. ш. 111.68472° зх. д. (43.964815, -111.684829).  За даними Бюро перепису населення США в 2010 році місто мало площу 4,01 км², з яких 3,97 км² — суходіл та 0,04 км² — водойми.

### Клімат
| Клімат : Ст.-Ентоні                | Клімат : Ст.-Ентоні | Клімат : Ст.-Ентоні | Клімат : Ст.-Ентоні | Клімат : Ст.-Ентоні | Клімат : Ст.-Ентоні | Клімат : Ст.-Ентоні | Клімат : Ст.-Ентоні | Клімат : Ст.-Ентоні | Клімат : Ст.-Ентоні | Клімат : Ст.-Ентоні | Клімат : Ст.-Ентоні | Клімат : Ст.-Ентоні | Клімат : Ст.-Ентоні |
| Показник                           | Січ.                | Лют.                | Бер.                | Квіт.               | Трав.               | Черв.               | Лип.                | Серп.               | Вер.                | Жовт.               | Лист.               | Груд.               | Рік                 |
| Середній максимум, °C              | −1,8                | 1,1                 | 6,4                 | 13,2                | 18,7                | 23,6                | 28,2                | 28,2                | 22,8                | 15,6                | 5,4                 | −0,9                | 13,4                |
| Середній мінімум, °C               | −13,9               | −12,7               | −8,1                | −3,7                | 1,3                 | 5,1                 | 7,7                 | 6,3                 | 1,7                 | −3,1                | −8,4                | −13,6               | −3,4                |
| Норма опадів, мм                   | 32                  | 23                  | 28                  | 29                  | 51                  | 39                  | 25                  | 19                  | 23                  | 25                  | 34                  | 33                  | 361                 |
| ---------------------------------- | ------------------- | ------------------- | ------------------- | ------------------- | ------------------- | ------------------- | ------------------- | ------------------- | ------------------- | ------------------- | ------------------- | ------------------- | ------------------- |
| Джерело: NOAA (normals, 1971–2000) |                     |                     |                     |                     |                     |                     |                     |                     |                     |                     |                     |                     |                     |

## Демографія

### Перепис 2010 року
За даними перепису 2010 року, у місті проживало 3 542 особи у 1 118 домогосподарствах у складі 857 родин. Густота населення становила 893,8 ос./км². Було 1 252 помешкання, середня густота яких становила 315,9/км². Расовий склад міста: 85,9 % білих, 0,5 % афроамериканців, 0,8 % індіанців, 0,5 % азіатів, 0,2 % тихоокеанських остров'ян, 10,6 % інших рас, а також 1,6 % людей, які зараховують себе до двох або більше рас. Іспанці та латиноамериканці незалежно від раси становили 20,9 % населення.
Із 1 118 домогосподарств 45,3 % мали дітей віком до 18 років, які жили з батьками; 58,8 % були подружжями, які жили разом; 12,1 % мали господиню без чоловіка; 5,8 % мали господаря без дружини і 23,3 % не були родинами. 20,3 % домогосподарств складалися з однієї особи, в тому числі 7,7 % віком 65 і більше років. У середньому на домогосподарство припадало 2,94 мешканця, а середній розмір родини становив 3,39 особи.
Середній вік жителів міста становив 29,8 року. Із них 31,7 % були віком до 18 років; 10,1 % — від 18 до 24; 27,3 % від 25 до 44; 20,5 % від 45 до 64 і 10,4 % — 65 років або старші. Статевий склад населення: 54,5 % — чоловіки і 45,5 % — жінки.
Середній дохід на одне домашнє господарство  становив 47 055 доларів США (медіана — 42 500), а середній дохід на одну сім'ю — 51 873 долари (медіана — 48 548). Медіана доходів становила 40 250 доларів для чоловіків та 22 107 доларів для жінок. За межею бідності перебувало 13,5 % осіб, у тому числі 17,3 % дітей у віці до 18 років та 10,4 % осіб у віці 65 років та старших.
Цивільне працевлаштоване населення становило 1376 осіб. Основні галузі зайнятості: освіта, охорона здоров'я та соціальна допомога — 23,8 %, роздрібна торгівля — 10,0 %, будівництво — 9,4 %.

### Перепис 2000 року
Згідно з переписом 2000 року, в місті проживало 3 342 осіб у 1 091 домогосподарствах у складі 819 родин. Густота населення становила 992,6 ос./км². Було 1 218 помешкань, середня густота яких становила 361,7/км². Расовий склад міста: 89,05 % білих, 0,21 % афроамериканців, 0,69 % індіанців, 0,66 % азіатів, 0,06 % тихоокеанських остров'ян, 7,09 % інших рас і 2,24 % людей, які зараховують себе до двох або більше рас. Іспанці та латиноамериканці незалежно від раси становили 15,38 % населення.
Із 1 091 домогосподарства 40,1 % мали дітей віком до 18 років, які жили з батьками; 59,9 % були подружжями, які жили разом; 11,5 % мали господиню без чоловіка, і 24,9 % не були родинами. 22,1 % домогосподарств складалися з однієї особи, в тому числі 10,1 % віком 65 і більше років. У середньому на домогосподарство припадало 2,94 мешканця, а середній розмір родини становив 3,47 особи.
Віковий склад населення: 33,2 % віком до 18 років, 10,1 % від 18 до 24, 26,8 % від 25 до 44, 18,5 % від 45 до 64 і 11,4 % від 65 років і старші. Середній вік жителів — 30 року. Статевий склад населення: 51,8 % — чоловіки і 48,2 % — жінки.
Середній дохід домогосподарств у місті становив $31 023, родин — $37 995. Середній дохід чоловіків становив $26 625 проти $22 734 у жінок. Дохід на душу населення в місті був $12 898. Приблизно 10,3 % родин і 15,6 % населення перебували за межею бідності, включаючи 20,8 % віком до 18 років і 14,2 % від 65 і старших.